# Patrick (pel·lícula de 1978)
Patrick és una pel·lícula de ciència-ficció de terror del 1978 dirigida per Richard Franklin i escrita per Everett De Roche. La pel·lícula va popularitzar les pel·lícules d'Ozploitation en altres territoris. Es va fer un remake el 2013.

## Argument
Tres anys després d'assassinar els seus pares, Patrick (Thompson) està en coma a la Clínica Roget, un hospital privat de Melbourne. Després d'una entrevista de feina amb la matrona Cassidy (Blake), la cap de l'hospital, Kathy Jacquard (Penhaligon), és acceptada com la nova infermera de Patrick. El propietari de l'hospital, el Dr. Roget (Helpmann), explica la condició de Patrick a la Kathy i diu que se'l manté viu per explorar la naturalesa de la vida i la mort. També diu que un altre pacient, el cap. Fraser (Pym), afirma que Patrick "entra i surt volant per la finestra a la nit". En un altre lloc, Kathy tracta amb el seu exmarit Ed (Mullinar), de qui es va separar recentment.
Sense que el personal de l'hospital ho sàpiga, Patrick té poders psicoquinètics i té la capacitat de viatjar fora del seu cos. Demostra la seva habilitat movent objectes en presència de Cassidy i intentant ofegar Brian Wright (Barry), un metge que coqueteja amb Kathy, en una festa a la piscina. Quan la Kathy intenta escriure una nota a l'habitació d'en Patrick, ell es fa càrrec dels seus moviments i fa que escrigui el seu nom. Patrick sembla que comença a comunicar-se amb la Kathy a través d'escopir, però roman en silenci quan porta a Cassidy per ensenyar-li-ho. No obstant això, després que la Cassidy abandoni l'habitació, la Kathy descobreix que Patrick ha escrit "SECRET" a través de la màquina d'escriure.
Kathy i Brian tornen al seu apartament i el troben saquejat. Kathy assumeix que Ed és el responsable, però ell nega qualsevol delicte. Patrick torna a intentar comunicar-se amb la Kathy, mostrant-li quines parts del seu cos pot sentir; fa una erecció quan ella arriba als seus genitals. La Cassidy atrapa la Kathy però, encara que no l'acomiada, l'adverteix que no tingui teories sobre la consciència de Patrick mentre continua tenint cura d'ell. La Kathy torna al seu apartament per trobar que l'Ed ha netejat l'embolic i ha arreglat el seu sopar. Ed maneja una cassola calenta i es crema greument les mans, però diu que no va sentir res.
Una nit, Patrick posseeix la Kathy mentre està escrivint i la utilitza per comunicar un missatge lasciu i amenaçador. També es fa càrrec de la màquina d'escriure per escriure una equació d'àlgebra que ella no reconeix. Mentrestant, l'Ed passa a l'hospital amb un ram i Patrick l'atrapa a l'ascensor avariat. La Kathy s'adona que Patrick té poders psíquics, però Brian es resisteix a prendre's les seves afirmacions seriosament. Quan en Brian fa una consulta sobre l'examen de Patrick, Cassidy acomiada la Kathy. Després que Roget sotmet en Patrick a una teràpia electroconvulsiva, fa servir la màquina d'escriure per dir-li a la Kathy que el personal de l'hospital està intentant matar-lo.
La Kathy i el Brian es colen a l'hospital a la nit per examinar en Patrick. Mentre això passa, Patrick obliga a Cassidy a tornar a l'hospital, però ella cedeix en obrir la porta de la seva habitació mentre el sotmeten a llums estroboscòpiques. Després que els dos se'n van, Patrick posseeix Cassidy i fa que s'electrocuti fatalment al soterrani, després gira el cap per mirar una infermera espantada. La Kathy és interrogada sobre l'apagada i està present quan es descobreix el cos de Cassidy. Ella convenç a l'oficial investigador, el sergent detectiu Grant (Wilson), perquè parli amb Brian sobre les habilitats de Patrick, però tots dos homes rebutgen les seves afirmacions que Patrick va assassinar la matrona.
La Kathy s'adona que l'Ed ha desaparegut. Es posa en contacte amb Grant, que li diu que el cotxe d'Ed va ser remolcat des de fora de l'hospital. Mentrestant, Patrick utilitza els seus poders per atacar en Roget quan intenta injectar-li clorur de potassi. La Kathy s'enfronta a Patrick, que li dona l'opció d'injectar-li la xeringa o deixar morir Ed. Kathy decideix de mala gana matar en Patrick, que gairebé fa que també prengui la xeringa. Ed, que és alliberat de l'ascensor, arriba a l'habitació i la salva a l'últim moment. Malgrat aparentment en encefalograma pla, Patrick salta del seu llit i xoca contra un armari en el que Roget suposa un reflex motor. Tanmateix, després que la Kathy tanqui els ulls d'en Patrick i abandoni l'habitació, es desperta de nou.

## Repartiment
- Susan Penhaligon com a Kathie Jacquard
- Robert Helpmann com el Dr. Roger
- Rod Mullinar com a Ed Jacquard
- Robert Thompson com a Patrick
- Bruce Barry com el Dr. Brian Wright
- Julia Blake com a matrona Cassidy
- Helen Hemingway com a germana Williams
- María Mercedes com a infermera Panicale
- Walter Pym com el capità. Fraser
- Frank Wilson com el sergent de det. Grant
- John P. Boddie com els ratolins multicolors

## Producció
Aquest va ser el segon guió que Everett de Roche havia escrit, després de Long Weekend (1978). L'havia fet durant uns quants anys abans que se li adjuntés el director Richard Franklin. Els dos homes havien treballat per Crawford Productions encara que no junts fins aleshores. De Roche diu que quan Franklin es va involucrar el guió era "unes 250 pàgines divagades" i Franklin li va ensenyar els elements del drama i el suspens. Diu que l'escena final de Patrick saltant del llit es va inspirar en un viatge a un carnaval que Franklin havia fet on un home amb un vestit de goril·la va irrompre al públic, fent que tothom cridés.
Franklin el va portar a Antony I. Ginnane que va aconseguir finançament. L'Australian Film Commission i la Victorian Film Corporation van aportar aproximadament la meitat del pressupost, i la resta es va obtenir de manera privada. Ginnane va dir més tard que pensava que el guió de De Roche era un dels millors escrits mai a Austràlia.
Judy Morris es va anunciar originalment com a protagonista. Tanmateix, l'actor de cinema britànic Susan Penhaligon va ser importada per interpretar el protagonisme, cosa que Ginnane va pensar que va ajudar a assegurar la venda de la pel·lícula a Gran Bretanya.
Richard Franklin va recordar més tard:
| « | Havia fet Eskimo Nell en l'idioma australià, i... els meus amics [americans] no ho van entendre. Així que vaig pensar, bé, aniré a l'altre extrem i que tothom parli l'anglès de la reina. I així vaig tenir tothom fent, no tant accents anglesos com només parlant l'anglès de la reina. | » |

Robert Helpmann es va trencar l'esquena durant el rodatge intentant aixecar Robert Thompson en una escena.

### Música
La banda sonora de Patrick va ser composta i dirigida pel compositor australià Brian May, que anteriorment va compondre la música de The True Story of Eskimo Nell de Franklin i va ser produïda per Philip Powers per al seu llançament en CD amb algunes pistes breus de música addicional que no es trobava a l'àlbum LP inicial. A Itàlia, la pel·lícula va ser reeditada pel grup de rock progressiu Goblin.

## Recepció
La pel·lícula es va considerar una decepció a la taquilla australiana, però va tenir un gran èxit a nivell internacional, venent a més de 30 països i va tenir un bon rendiment als EUA. A Rotten Tomatoes el 42% de 12 crítiques eren positives, amb una valoració mitjana de 5,50/10.
The Encyclopedia of Fantasy assenyala la similitud entre la trama de la pel·lícula i la de la novel·la Tetrasomy Two d'Oscar Rossiter (nom de plume del Dr. Vernon H.Skeels (1918-2007)).
Franklin diu que es referiria a aquesta pel·lícula com "la meva primera pel·lícula. Tot i que hi havia una pel·lícula i mitja abans." Tanmateix, no estava content amb l'estrena estatunidenca de la pel·lícula, que va ser redoblada amb accents americans i retallada.
El cineasta Quentin Tarantino és un fan i va agafar en préstec a Patrick per a una escena de Kill Bill on la núvia està en coma i escup a l'ordenador, imitant a Patrick. Relata la història al documental de Mark Hartley Not Quite Hollywood.

### Premis
| Premi                                                     | Categoria                    | Subjecte                     | Resultat  |
| --------------------------------------------------------- | ---------------------------- | ---------------------------- | --------- |
| AACTA Award (1978 Australian Film Institute Awards)       | Millor pel·lícula            | Richard Franklin             | Nominat   |
| AACTA Award (1978 Australian Film Institute Awards)       | Millor pel·lícula            | Antony I. Ginnane            | Nominat   |
| AACTA Award (1978 Australian Film Institute Awards)       | Millor guió original         | Everett De Roche             | Nominat   |
| AACTA Award (1978 Australian Film Institute Awards)       | Millor muntatge              | Edward McQueen-Mason         | Nominat   |
| Festival internacional de cinema fantàstic d'Avoriaz      | Gran Premi                   | Richard Franklin             | Guanyador |
| XI Festival Internacional de Cinema Fantàstic i de Terror | Millor director              | Richard Franklin             | Guanyador |
| Premis Saturn                                             | Millor pel·lícula estrangera | Millor pel·lícula estrangera | Nominat   |

## Llegat

### Seqüeles
El 1980, es va publicar una seqüela no autoritzada titulada Patrick vive ancora (publicada en anglès com a Patrick Still Lives i Patrick Is Still Alive). La pel·lícula seguia un nen petit anomenat Patrick que va entrar en coma després d'un accident a la carretera. La pel·lícula es va anunciar i de vegades es coneix com una seqüela directa dels esdeveniments de la pel·lícula de 1978, però a part del nom i la premissa d'una persona en coma amb poders psíquics, la seqüela no té relació amb la pel·lícula anterior.

### Remake
El febrer de 2010, el director Mark Hartley va anunciar la seva intenció de dirigir un remake de la pel·lícula de 1978. La pel·lícula, Patrick, es va estrenar el 27 de juliol de 2013 al Festival Internacional de Cinema de Melbourne i és protagonitzada per Jackson Gallagher com a Patrick titular. La pel·lícula va rebre crítiques positives.